# Aberdeen Castle
Aberdeen Castle war eine spätmittelalterliche Festung in der schottischen Stadt Aberdeen. Es stand auf dem Castle Hill, einem Ort, der heute als Castlegate (gepflasterter Platz im Stadtzentrum) bekannt ist.
1308 soll das von den Engländern gehaltene Schloss vom schottischen König Robert I. niedergebrannt und die Besatzung getötet worden sein.
Legenden zufolge soll der Wahlspruch der Stadt Aberdeen (Bon Accord) auf das gleichnamige Losungswort zurückzuführen sein, mit dem die endgültige Zerstörung des Schlosses eingeleitet wurde.

## Geschichte
Aberdeen Castle wurde 1295 an England abgetreten. Nach seinem Sieg über die Schotten bereiste Eduard I. am 14. April 1296 die schottische Ostküste und kam auch nach Aberdeen, wo er eine Zeit im Schloss verweilte.
Nachdem im nächsten Jahr die Engländer bei Dunnottar Castle besiegt wurden, marschierte William Wallace mit seinen Truppen gegen Aberdeen. Ziel war es, die von England genommene Ostküste für Schottland zurückzuerobern.
Dort angekommen fanden sie die Engländer eiligst ihre Abreise planend. Die Flucht sollte mit rund 100 Schiffen stattfinden. Überrascht von der schnellen Ankunft Wallace' in Aberdeen wurden Schiffsbesatzung und Soldaten getötet, die Fracht beschlagnahmt und die wegen Ebbe im Hafen festsitzenden Schiffe niedergebrannt.
Der Engländer Sir Henry de Latham, der mit der Leitung von Aberdeen Castle betraut worden war, lief im Chaos des Gefechtes auf die schottische Seite über und erklärte den schottischen König John de Balliol als rechtmäßigen Eigentümer des Schlosses.
Es wird angenommen, dass das Schloss im Juni 1308 während der schottischen Unabhängigkeitskriege von König Robert I. niedergebrannt wurde. Robert und seine Männer belagerten zunächst das Schloss und vernichteten dann die englische Garnison, um eine Benutzung durch die Truppen Eduards II. zu verhindern.
Die Schotten töteten jeden Mann, der ihnen in die Hände fiel. Sie folgten damit dem Beispiel Eduards I., der seine Gefangenen hinrichten ließ.
Am 10. Juli 1308 verließen englische Schiffe die Hafenstadt Hartlepool, um erfolglos die englische Garnison in Aberdeen zu unterstützen. Im August 1308 wurden der diensthabende Offizier von Aberdeen Castle, Gilbert Pecche, und seine verbliebenen Truppen aus der Stadt gejagt.
Nach der Zerstörung von Aberdeen Castle marschierte Robert I. mit seinen Truppen gegen Forfar Castle mit dem Ziel es ebenfalls zu erobern.